# Gérard Coignot
Gérard Coignot (Troyes, novembre 1936 – 14 ottobre 2023) è stato un nuotatore francese.
Ha partecipato ai Giochi di Melbourne 1956, gareggiando nei 100m dorso.
Nel 1955, ha vinto 1 argento nei 100m dorso ai Giochi del Mediterraneo.